# Kieron Cadogan
Kieron James Nathan Cadogan, född 16 augusti 1990 i Tooting, är en engelsk fotbollsspelare som spelar för Wealdstone. Han spelade för GAIS i Superettan fram till säsongen 2016.
I augusti 2014 värvades Cadogan av GAIS, som han skrev på ett kontrakt säsongen ut med. Efter säsongen förlängde Cadogan sitt kontrakt med två år.
Den 27 februari 2017 värvades Cadogan av Sutton United.